# Alexander Iwanowitsch Tichonow
Alexander Iwanowitsch Tichonow (russisch Александр Иванович Тихонов; englisch Alexander Tikhonov; * 2. Januar 1947 in Uiskoje, Oblast Tscheljabinsk) ist ein ehemaliger sowjetischer Biathlet, russischer Sportfunktionär und ehemaliger Vizepräsident der Internationalen Biathlon-Union (IBU).

## Biathlonkarriere
Alexander Tichonow ist einer der erfolgreichsten Biathleten der Geschichte. Von 1968 bis 1980 gehörte er vier Mal in Folge zur siegreichen sowjetischen Staffel. Mit vier olympischen Goldmedaillen ist Tichonow damit nach Ole Einar Bjørndalen gemeinsam mit den Deutschen Ricco Groß und Sven Fischer der zweiterfolgreichste Biathlet bei Olympischen Winterspielen. Eine olympische Einzelgoldmedaille erreichte Tichonow jedoch nie, 1968 gewann er mit der Silbermedaille im Einzelrennen seine einzige Einzelmedaille.
Auch bei Weltmeisterschaften war Alexander Tichonow außerordentlich erfolgreich. Mit insgesamt elf Goldmedaillen, sechs davon mit sowjetischen Staffeln, ist er gemessen an der Anzahl der Gesamtgoldmedaillen gemeinsam mit dem Deutschen Frank Luck einer der erfolgreichsten Athleten bei Weltmeisterschaften. Seine erste Medaille gewann Tichonow 1967 mit der Silbermedaille im Staffelrennen. Von 1969 bis 1977 konnte er, mit Ausnahme von 1975, bei allen Weltmeisterschaften mindestens eine Goldmedaille gewinnen. Von 1969 bis 1974 war er fünf Mal in Folge mit der sowjetischen Staffel siegreich. Bei seinen erfolgreichsten Weltmeisterschaften erreichte Tichonow 1977 zwei Goldmedaillen im Sprint und mit der sowjetischen Staffel sowie eine Bronzemedaille im Einzel.

## Tätigkeiten als Funktionär
Tichonow war bis 2008 Präsident des russischen Biathlon-Verbandes. In dieser Funktion war er sehr umstritten, nicht zuletzt wegen diverser unklarer, umstrittener und selbstherrlicher Entscheidungen, wie der Absetzung des Damen-Nationaltrainers Waleri Polchowski, der nach einer Entscheidung des russischen Sportverbandes wieder eingesetzt werden musste.
In den Jahren 2000 bis 2002 wurde in Russland gegen Tichonow ermittelt, da er im Verdacht stand, gemeinsam mit seinem Bruder Wiktor Tichonow und dem Unternehmer Michail Schiwilo zu den Hintermännern eines versuchten Mordanschlags auf den Gouverneur der Oblast Kemerowo Aman Tulejew zu gehören. 2007 wurde er für schuldig befunden und zu drei Jahren Gefängnis verurteilt. Aufgrund einer Amnestie wurde Tichonow jedoch sofort wieder auf freien Fuß gesetzt. Die Internationale Biathlon-Union (IBU) ließ prüfen, ob sie ihren ersten Vizepräsidenten aufgrund des Urteils in Nowosibirsk seines Amtes entheben kann.

## Erfolge
- Olympische Winterspiele:
  - 1968: 1 × Gold (Staffel), 1 × Silber (Einzel)
  - 1972: 1 × Gold (Staffel)
  - 1976: 1 × Gold (Staffel)
  - 1980: 1 × Gold (Staffel)

- Weltmeisterschaften:
  - 1967: 1 × Silber (Staffel)
  - 1969: 2 × Gold (Einzel, Staffel)
  - 1970: 2 × Gold (Einzel, Staffel)
  - 1971: 1 × Gold (Staffel), 1 × Silber (Einzel)
  - 1973: 2 × Gold (Einzel, Staffel)
  - 1974: 1 × Gold (Staffel)
  - 1975: 1 × Silber (Staffel)
  - 1976: 1 × Gold (Sprint)
  - 1977: 2 × Gold (Sprint, Staffel), 1 × Bronze (Einzel)
  - 1979: 1 × Silber (Einzel), 1× Bronze (Staffel)